# Vesly (Manica)
Vesly è un comune francese di 651 abitanti situato nel dipartimento della Manica nella regione della Normandia.

## Società

### Evoluzione demografica
Abitanti censiti